# Tyskerunger
Tyskerunger eller tyskerbarn är den norska och danska beteckningen för de barn med tysk far som föddes i Norge och Danmark under den tyska ockupationen under andra världskriget. Den tyska ockupationen av Norge och Danmark pågick från 1940 till 1945. Efter kriget drabbades många av barnen av mobbning och misshandel.
Man uppskattar att sammanlagt 10 000–12 000 tyskerbarn föddes i Norge under åren 1940–1946. Siffran är mycket osäker, bland annat därför att många kvinnor tros ha förtigit faderns identitet. Omkring 8 000 av barnen var resultatet av Lebensborn-programmet. Programmet nådde sin största omfattning utanför Tyskland just i Norge, där nazisterna såg de bästa möjligheterna att "förädla" det ariska blodet. Åtta Lebensborn-hem var i drift, ett nionde hann aldrig starta.

## Efter kriget
Den norska regeringen tillsatte redan i juli 1945 en kommitté, Krigsbarnutvalget, med uppdrag att undersöka möjligheterna att deportera 8 000 tyskerbarn. Kommittén hade stöd från ledande tjänstemän och politiker ända upp till socialministern Sven Oftedal. Man undersökte utan framgång möjligheterna i Tyskland, Sverige och Australien innan deportationsförsöket lades ner.
En norsk överläkare utfärdade en kollektiv attest för alla Lebensborn-barn, enligt vilken de var "svagsinta och med avvikande beteende". Orsaken skulle vara att kvinnor som fraterniserade med ockupanterna i allmänhet var "svagt begåvade och asociala psykopater, delvis höggradigt svagsinta", och att man kunde utgå ifrån att barnen hade ärvt dessa dåliga anlag. En del barn utsattes för medicinska experiment med LSD och andra droger.
Ett stort antal av tyskerungerne drabbades under många år av misshandel, sexuellt utnyttjande, psykiatrisk tvångsvård och tvångsadoption, vilket har drivit många till självmord.
1959 betalade Västtyskland 50 miljoner D-mark till Norges regering som del av den tyska kompensationspolitiken efter kriget. Det är än idag inte klart vart dessa pengar tog vägen. Inget nådde barnen eller deras familjer.

## Kampen för återupprättelse och kompensation
Efter att frågan i många år varit tabu kom frågan allt oftare till debatt under 1980-talet. Ett genombrott var romanen Det stumme rommet (Huset med den blinda glasverandan) av Herbjørg Wassmo. Redan 1979 hade boken Liten Ida av Marit Paulsen behandlat temat och väckt stor uppmärksamhet i Sverige men inte i Paulsens barndomsland Norge. 
Så sent som 1988 avvisade en majoritet i  stortinget tillsättandet av en undersökningskommission, som man ansåg vara "onödig". 1996 tilldelades offren för tvångs-lobotomier ersättning, och 1999 ersattes arvingarna till av den norska staten konfiskerad judisk egendom, men tyskerbarnen förblev utan kompensation. Däremot bad statsministern Kjell Magne Bondevik 1998 om ursäkt för den diskriminering som tyskerbarn och deras mödrar fått utstå.
Sju tyskerbarn försökte 2001 dra Norges regering inför rätta men deras fall togs aldrig upp eftersom preskription hade inträffat redan under 1980-talet. Stortinget instruerade däremot 2002 regeringen att komma överens med de drabbade. Mer än 59 år efter andra världskrigets slut inledde Norge utbetalningar av kompensation för de övergrepp som skett efter krigsslutet. Justitieminister Odd Einar Dørum fastställde belopp på 2 000 till 20 000 norska kronor. Drabbade som kunde dokumentera svår misshandel kunde komma ifråga för det högre beloppet, utan bevis skulle bara det lägsta beloppet utbetalas.
Sedan flera anspråk avslagits av den norska högsta domstolen förde 159 tyskerbarn 2007 ärendet vidare till Europeiska domstolen för de mänskliga rättigheterna.

## Kända tyskerbarn
- Anni-Frid Lyngstad
- Herbjørg Wassmo
- Marit Paulsen, född i Norge november 1939 med tysk morfar, är tekniskt sett inget tyskerbarn men påverkades av samma klimat som tyskerbarn växte upp i, och bearbetade senare temat litterärt i boken Liten Ida.